# Municipio de Tower Hill
El municipio de Tower Hill (en inglés: Tower Hill Township) es un municipio ubicado en el condado de Shelby en el estado estadounidense de Illinois. En el año 2010 tenía una población de 1227 habitantes y una densidad poblacional de 13,53 personas por km².

## Geografía
El municipio de Tower Hill se encuentra ubicado en las coordenadas 39°23′47″N 88°59′00″O / 39.39639, -88.98333. Según la Oficina del Censo de los Estados Unidos, el municipio tiene una superficie total de 90.72 km², de la cual 90,21 km² corresponden a tierra firme y (0,57 %) 0,51 km² es agua.

## Demografía
Según el censo de 2010, había 1227 personas residiendo en el municipio de Tower Hill. La densidad de población era de 13,53 hab./km². De los 1227 habitantes, el municipio de Tower Hill estaba compuesto por el 98,94 % blancos, el 0,41 % eran afroamericanos, el 0,08 % eran amerindios, el 0,08 % eran asiáticos, el 0,08 % eran de otras razas y el 0,41 % eran de una mezcla de razas. Del total de la población el 0,16 % eran hispanos o latinos de cualquier raza.